# Gilbert Grellet
Gilbert Grellet (Bordeus, 30 de juny de 1946) és un periodista i escriptor occità. Va realitzar tota la seva carrera professional a l'Agence France-Presse (AFP) i ha publicat diversos llibres de caràcter històric.

## Trajectòria professional
Fill d'un diplomàtic i graduat de l'Escola d'Estudis Superiors de Comerç de París (HEC), va començar a treballar el 1972 per a l'AFP després de passar dos anys, de 1969 a 1971, a Mauritània treballant pel Banc Central dels Estats d'Àfrica Occidental.
A l'AFP, va ser corresponsal econòmic i financer a Nova York de (1972-1977), cap de l'oficina de Brasília (1977-1979), cap de la taula econòmica a París (1979-1983) i cap de l'oficina de Washington. El 1987, fou nomenat director comercial de l'AFP, càrrec que va exercir fins al 1995 quan va ser nomenat director per a Europa i Àfrica. El 2001, fou designat director de Relacions Exteriors fins al 2005 que es mudà a Madrid. Finalment, el 2010, tornà a París per a dirigir el departament de publicacions de l'AFP fins a la seva jubilació el 2016. Entre 1995 i 2001 va ser President d'AFX News, una companyia de notícies financeres amb seu a Londres i filial de l'AFP i del Grup Financial Times.

## Obra literària
El seu primer llibre, Le Souffle Austral, va ser escrit a Washington en col·laboració amb un altre periodista de l'AFP, Hervé Guilbaud, i publicat el 1988 per Flammarion. Va obtenir el premi al millor llibre de suspens publicat a França i va ser traduït a diversos idiomes. El 1990, publicà, en col·laboració juntament amb René Centassi, Tous les jours de mieux en mieux, un llibre sobre el farmacèutic francès Emile Coué, el pare del pensament positiu modern. Entre els seus altres llibres, destaca Aux Frontières du Monde, un assaig sobre les últimes grans exploracions de finals del segle xix i principis del segle xx, basat en els articles d'una coneguda revista geogràfica francesa de l'època: Le Tour du Monde. La seva última obra, Un été impardonnable, va ser publicada al febrer de 2016 per Albin Michel. En ella relata els tres primers mesos de la Guerra Civil espanyola el 1936 i denúncia la política de no-intervenció seguida per les grans democràcies occidentals (França, Regne Unit i EUA) que es van negar a ajudar la República Espanyola atacada per militars amb el suport de Hitler i Mussolini. El prefaci va ser escrit per Manuel Valls, Primer Ministre de França.

## Publicacions
- Le souffle austral, amb Hervé Guilbaud, París, Flammarion, 1988, ISBN 2080661841
- Tous les jours de mieux en mieux: Emile Coué et sa méthode réhabilitée, amb René Centassi, París, Robert Laffont, 1990, ISBN 978-2221066812
- Martin s'en revient d'Amérique, París, Jean Piccolec, 1991, ISBN 286477111X
- Aux Frontières du monde, París, Jean Picollec, 2011, ISBN 978-2864772545
- La Nature en fureur, París, Gallimard / AFP, 2013, ISBN 978-2742435944
- Sport: Photographier l'exploit, París, Armand-Colin / AFP, 2014, ISBN 978-2200289492
- Le Monde en fêtes, París, Gallimard / AFP, 2014, ISBN 978-2742438174
- Un été impardonnable. 1936: la guerre d'Espagne et le scandale de la non-intervention, París, Albin Michel, 2016, ISBN 978-2-226-32000-1[9]